# Roseți
Roseți – wieś w Rumunii, w okręgu Călărași, w gminie Roseți. W 2011 roku liczyła 6070 mieszkańców.